# كارولين تيليت
كارولين تيليت (بالفرنسية: Caroline Tillette)‏ هي ممثلة فرنسية وسويسرية، ولدت في 16 يوليو 1988 بباريس في فرنسا.

## وصلات خارجية
- كارولين تيليت على موقع IMDb (الإنجليزية)
- كارولين تيليت على موقع ألو سيني (الفرنسية)
- كارولين تيليت على موقع أول موفي (الإنجليزية)
- كارولين تيليت على موقع قاعدة بيانات الفيلم (الإنجليزية)
- كارولين تيليت على موقع كينوبويسك (الروسية)